# Rich McCormick

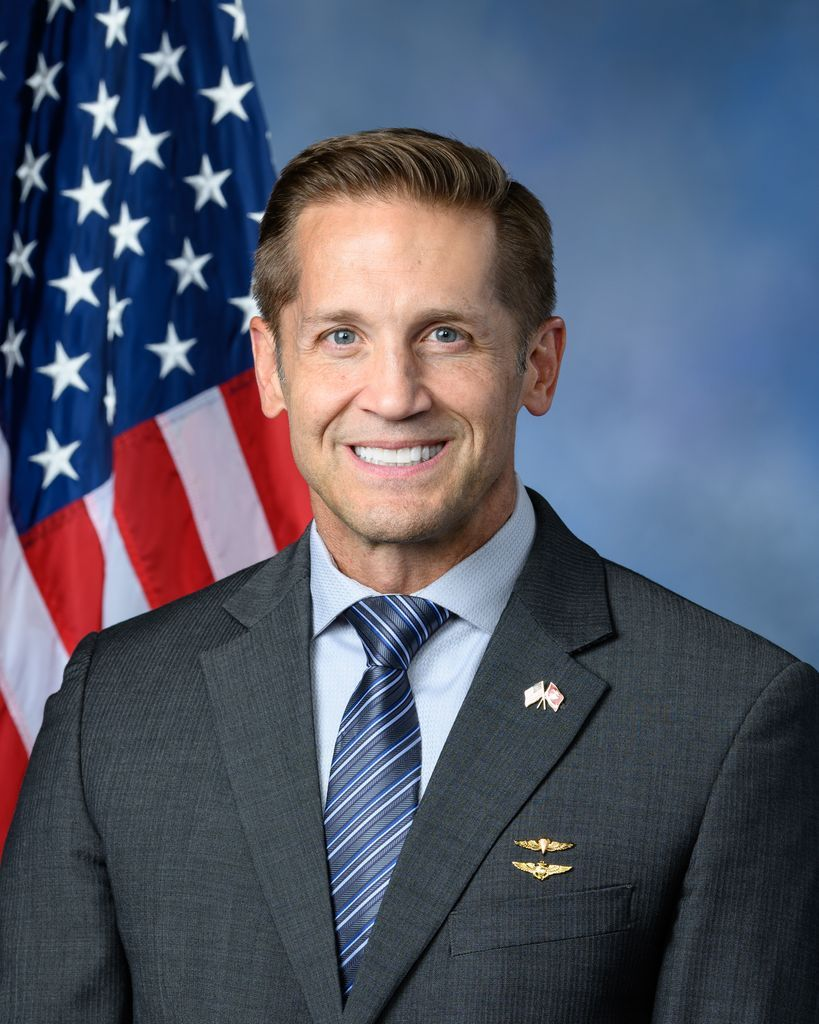
Richard McCormick (2023)

Richard Dean „Rich“ McCormick (* 7. Oktober 1968 in Las Vegas, Nevada) ist ein US-amerikanischer Politiker und Mediziner, der seit 2023 als Mitglied der Republikanischen Partei den Bundesstaat Georgia durch den sechsten Sitz im Repräsentantenhaus der Vereinigten Staaten vertritt.

## Ausbildung, militärische Karriere und Persönliches
McCormick wurde 1968 in Las Vegas geboren und absolvierte 1986 die Central Catholic High School in Portland (Oregon). Er erwarb 1990 einen Bachelor of Science an der Oregon State University, 1999 seinen Master of Business Administration an der National University und 2010 seinen Doktor der Medizin an der Morehouse School of Medicine.
Er diente über 20 Jahre im United States Marine Corps und der United States Navy. Im Marine Corps war er Hubschrauberpilot und in der Marine erreichte er den Rang eines Commander. Er ist Notarzt und arbeitet im Gwinnett Medical Center.
McCormicks Frau Debra ist Onkologin. Sie haben sieben Kinder und leben in Suwanee, Georgia.

## Politische Karriere
Da Rob Woodall bei den Wahlen zum Repräsentantenhaus der Vereinigten Staaten 2020 nicht zur Wiederwahl für den siebten Kongressbezirk von Georgia antrat, kündigte McCormick seine Kandidatur an. Er gewann die Vorwahlen mit mehr als 50 Prozent der Stimmen und konnte dadurch eine Stichwahl vermeiden. McCormick verlor die Parlamentswahlen gegen Carolyn Bourdeaux aus der Demokratischen Partei. Er hatte nur 48,61 Prozenterhalten, Bordeaux aber 51,39 Prozent.
Nach der Umverteilung aufgrund des United States Census 2020 (Volkszählung) kündigte McCormick seine Kandidatur bei den Wahlen 2022 für den neu eingeteilten sechsten Kongressbezirk von Georgia an, der viel republikanischer geprägt ist. McCormick und Jake Evans kamen in die Stichwahl. McCormick besiegte Evans in der Stichwahl und gewann die allgemeinen Wahlen am 8. November gegen den Demokraten Bob Christian. McCormick konnte 62,22 Prozent der Stimmen auf sich vereinigen.
Nach dem erneuten Neuzuschneiden der Wahlbezirke in Georgia trat McCormick bei der Kongresswahl 2024 wieder im bis dahin von Lucy McBath vertretenen Siebten Kongresswahlbezirk an, während die Demokratin McBath nun im Sechsten Wahlbezirk antrat. In der Vorwahl 2024 hatte McCormick sowing wie sein späterer demokratische Widersacher einen Gegenkandidaten. McCormick trat in der Hauptwahl 2024 wie in der Wahl 2022 im Sechsten Wahlbezirk gegen Bob Christian an und besiegte Christian mit 64,9 Prozent.